# Występ (Kołodzieje)
Występ – przysiółek wsi Kołodzieje w Polsce położony w województwie podkarpackim, w powiecie stalowowolskim, w gminie Bojanów. Do końca 2017 roku był to przysiółek wsi Przyszów.
W latach 1975–1998 przysiółek administracyjnie należał do województwa tarnobrzeskiego.